# Notopoma argentina
Notopoma argentina is een vlokreeftensoort uit de familie van de Ischyroceridae. De wetenschappelijke naam van de soort is voor het eerst geldig gepubliceerd in 2005 door Alonso de Pina.